# Powstanie badeńskie

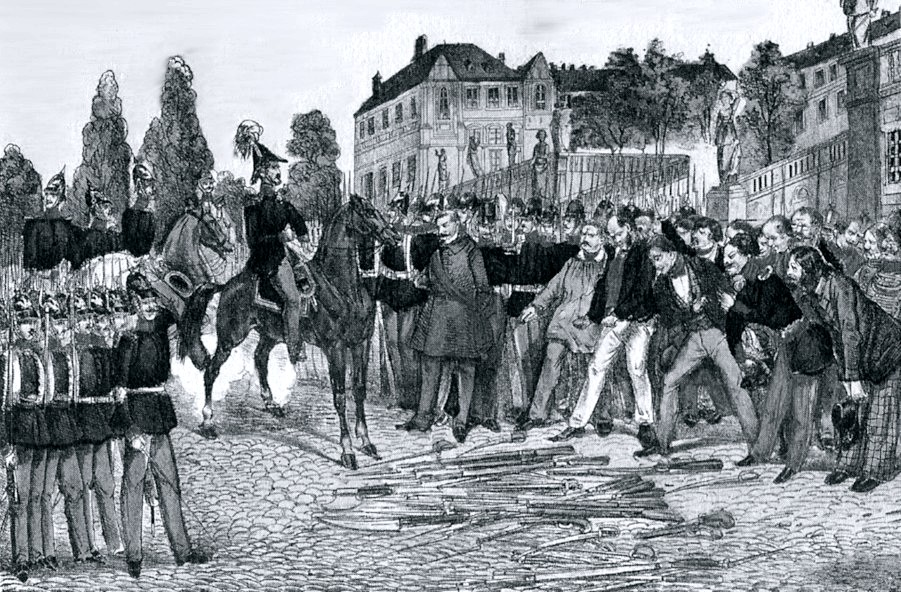
Kapitulacja powstańców w Rastatt 23 lipca 1849

Powstanie badeńskie – powstanie w latach 1848–1849 w Wielkim Księstwie Badenii, którego celem było wprowadzenie republiki.
W czerwcu 1849 dowództwo nad powstańczą armią rewolucyjną objął gen. Ludwik Mierosławski, przybywając wraz z trzystoma polskimi legionistami.
Zostało ono stłumione przez wojska pruskie, m.in. w bitwie pod Waghäusel i pod Rastatt.